# Солдат-кіборг
Солдат-кіборг (Cyborg Soldier) — американо-канадський науково-фантастичний фільм 2008 року, режисер Джон Стед.

## Про фільм
На військовій базі, розташованій на дальньому американському кордоні, заступник шерифа знаходить штучно створеного суперсолдата. ISAAC (Intuitive Synthetic Autonomous Assault Commando) є першим прототипом секретної програми «людської зброї».
Колись він був засудженим до смертної кари, а тепер генетично реконструйований, добре навчений, смертоносний вбивця. Його тіло та розум були модифіковані, щоб Айзек став фізично регенерованою, інтелектуально вищою людиною.
Вчений-творець кіборга намагається упіймати порушників. Заступник шерифа і ISAAC працюють разом, щоб викрити військову групу, яка створює надлюдей.

## Знімались
| Актор          | Роль          |
| -------------- | ------------- |
| Брюс Грінвуд   | Саймон Гарт   |
| Тіффані Тіссен | Ліндсей       |
| Річ Франклін   | Айзек         |
| Аарон Абрамс   | Тайлер Воллер |
| Еддісон Голлі  | Кеті          |
| Фрейзер Янг    | Деріл         |